# Zanthoxylum riedelianum
Zanthoxylum riedelianum är en vinruteväxtart. Zanthoxylum riedelianum ingår i släktet Zanthoxylum och familjen vinruteväxter.

## Underarter
Arten delas in i följande underarter:
- Z. r. kellermanii
- Z. r. riedelianum